# Sant’Agata Fossili
Sant’Agata Fossili (piemontesisch Sant'Àgata) ist eine Gemeinde in der italienischen Provinz Alessandria (AL), Region Piemont.

## Lage und Einwohner
Die Gemeinde Sant’Agata Fossili liegt 37 Straßenkilometer südöstlich von der Provinzhauptstadt Alessandria auf einer Höhe von 425 m über dem Meeresspiegel. Das Gemeindegebiet umfasst eine Fläche von 8,04 km² und hat 364 (Stand 31. Dezember 2023) Einwohner. Zur Gemeinde zählen auch die drei Ortsteile (Fraktionen) Podigliano, Torre Sterpi und Giusolana.
Die Nachbargemeinden sind Carezzano, Cassano Spinola, Castellania und Sardigliano.

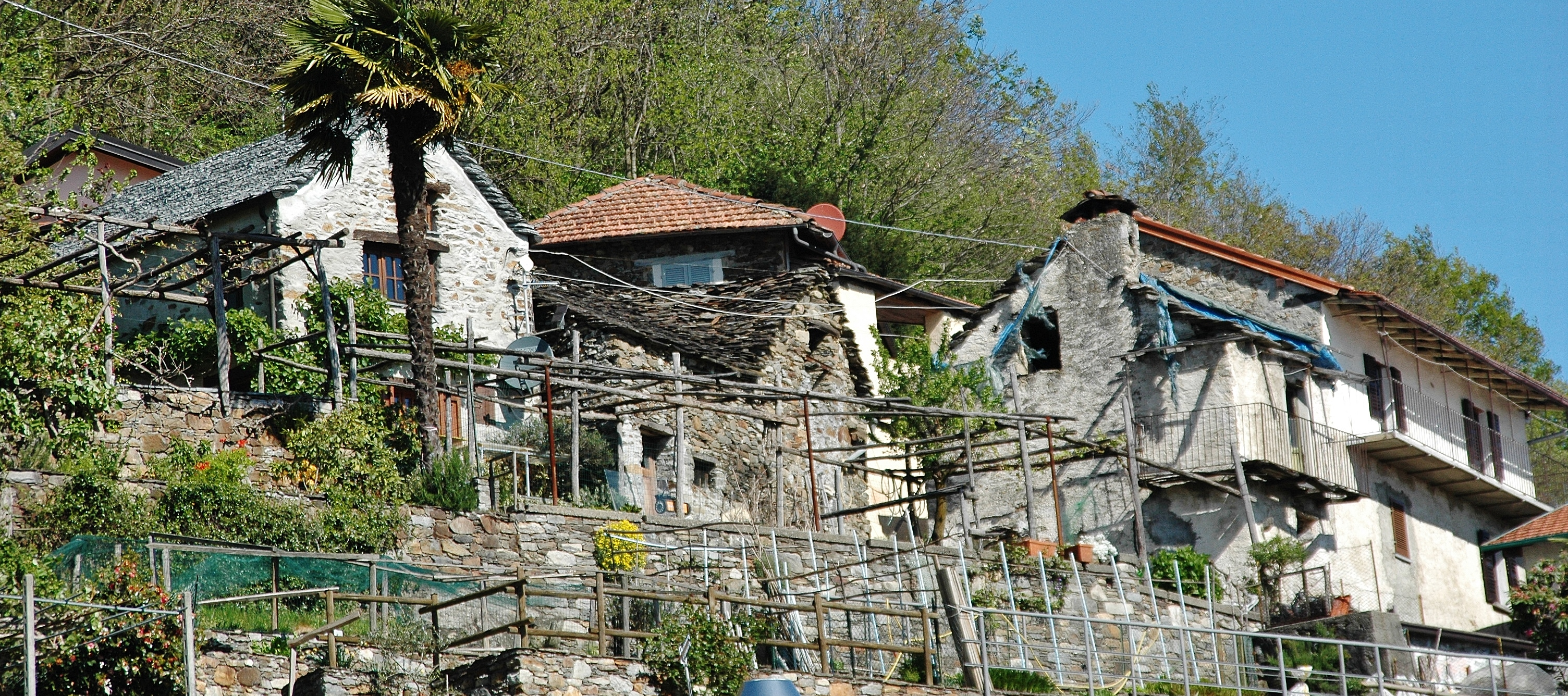
Häuser in Sant'Agata Fossili

## Geschichte

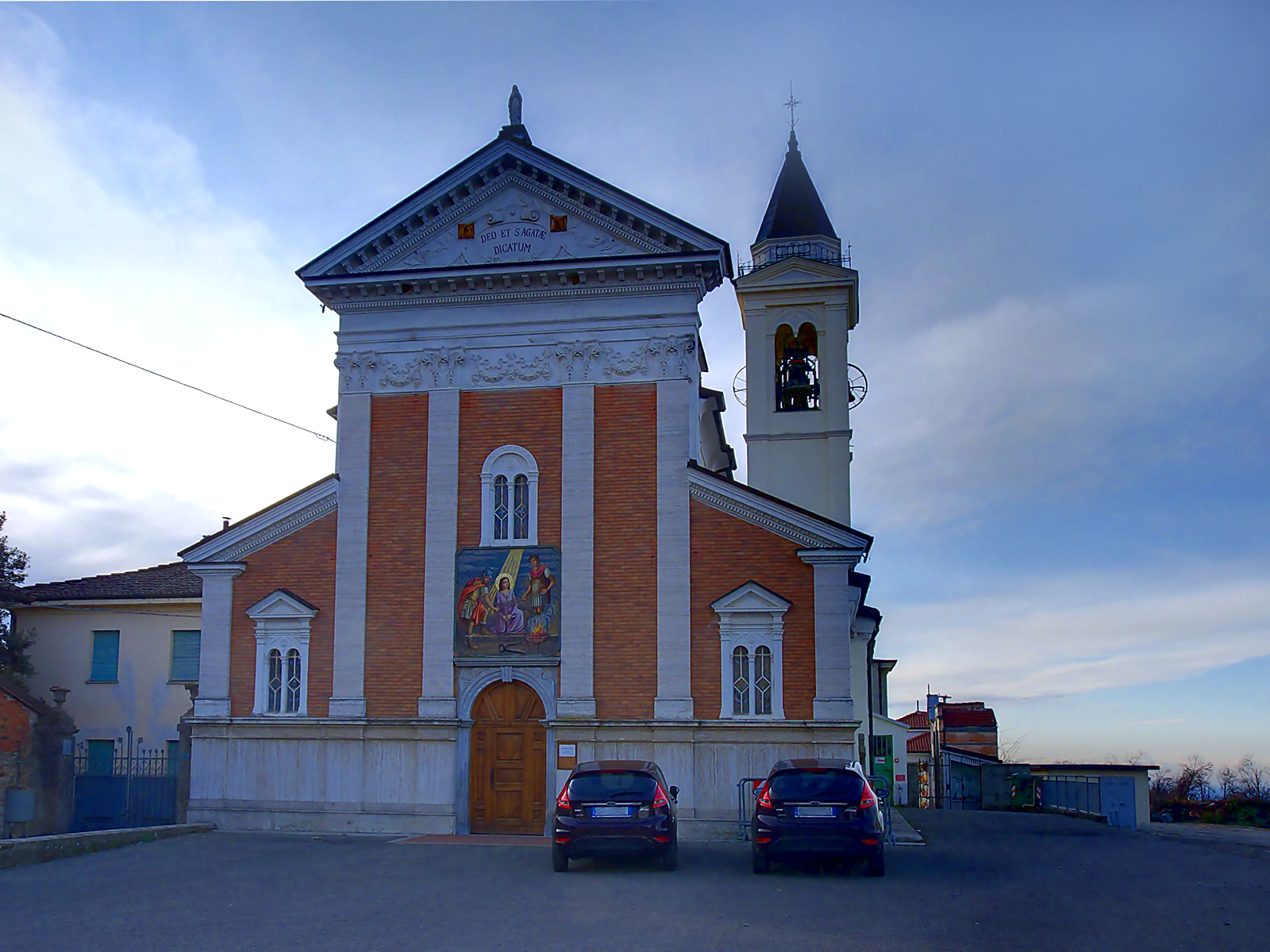
Die Kirche Sant'Agata

Der Ortsname ist seit 1277 als Sancta Agata bezeugt und leitet sich eindeutig vom Namen der Heiligen Agatha von Catania ab. Der Zusatz Fossili (Fossil), wurde erst 1871 hinzugefügt, bezieht sich auf die zahlreichen Funde aus dem mittleren Miozän, die dank der Bewirtschaftung von Steinbrüchen entdeckt wurden.
Die Siedlung wurde im frühen Mittelalter als Dependance der Pfarrei Podigliano rund um eine Sant'Agata geweihte Kapelle erbaut und wurde später zum Hauptort und zum Pfarrzentrum, während Podigliano zu einem Weiler verfiel. Nachdem es Teil des Bistums Tortona geworden war, wurde es im 15. Jahrhundert als Lehen an die Familie Rampini abgetreten, die Herren der nahegelegenen Gemeinde Sant'Alosio. Im Jahr 1784 wurde es der Herrschaft von Baldassarre Bossi unterstellt.
Am 11. April 2003 war die Gemeinde das Epizentrum eines Erdbebens bemerkenswerter Intensität, dessen Erschütterung gegen 11.30 Uhr der Stärke 4,6 auf der Richterskala entsprach. Es kam zu Verletzten und zu Evakuierungen von Schulen und öffentlichen Gebäuden. Beim Betreten der Gemeinde sind heute noch die provisorischen Unterkünfte zu sehen, die zur Evakuierung der Bewohner aus unsicheren, renovierungsbedürftigen Häusern errichtet wurden.

## Sehenswürdigkeiten
- Das Schloss, ein massiver mittelalterlicher Bau, der als Klosterzelle errichtet wurde.
- Die Pfarrkirche Sant'Agata, die eine alte Kapelle voller Fresken beherbergt, darunter eine Darstellung des Martyriums der Heiligen Agatha.[4]